# Phorotrophus pulcher
Phorotrophus pulcher là một loài tò vò trong họ Ichneumonidae.